# Nederlandse kampioenschappen zwemmen 1947
De Nederlandse kampioenschappen zwemmen 1947 werden gehouden op 9 en 10 augustus 1947 in Veendam, Nederland.
Liefst drie zwemsters zwommen op de 100 meter vrije slag tijden onder de 1 minuut en 10 seconden. Nel van Vliet en Iet Koster-van Feggelen waren afwezig op de nationale kampioenschappen vanwege een tour door de Verenigde Staten. Naast Van Vliet verdedigden ook Frits de Geest en de in Curaçao verblijvende Adri van Dongen niet hun titel. Deze kampioenschappen waren tevens selectiewedstrijden voor het EK, de maand erop in Monte Carlo; Van Vliet en Van Feggelen waren automatisch geplaatst.

## Zwemmen

### Mannen
| Afstand:           | Goud:                       | Tijd    | Zilver:                    | Tijd    | Brons:                     | Tijd    |
| 100 m vrije slag   | Kees Hoving RZC             | 1.02,6  | Rob Sindorf Het Y          | 1.03,5  | Frans Aldendorf AZ '70     | 1.03,6  |
| 400 m vrije slag   | Rinus van Daatselaar AZ '70 | 5.11,2  | Rob Sindorf Het Y          | 5.17,6  | Dolf van der Kuil SZC      | 5.18,8  |
| 1500 m vrije slag  | Rinus van Daatselaar AZ '70 | 21.16,8 | Geert Jan van Rooij Aegir  | 21.47,8 | P. Licht De Robben         | 22.17,4 |
| 100 m rugslag      | Frits Maus Haarlem          | 1.12,0  | Stans Scheffer DJK         | 1.12,4  | Nijs Korevaar Merwede      | 1.15,1  |
| 200 m schoolslag   | Bob Bonte ZAR               | 2.50,8  | Joop van Daatselaar AZ '70 | 2.56,1  | Herman Smitshuijzen AZ '70 | 2.57,4  |
| 4x200 m vrije slag | AZ '70                      | 10.07,2 | Het Y                      | 10.11,6 | De Robben                  | 10.29,4 |

### Vrouwen
| Afstand:           | Goud:                | Tijd   | Zilver:                    | Tijd   | Brons:                    | Tijd   |
| 100 m vrije slag   | Hannie Termeulen HDZ | 1.07,8 | Irma Schuhmacher RDZ       | 1.09,5 | Marie-Louise Vaessen ZON  | 1.09,6 |
| 400 m vrije slag   | Hannie Termeulen HDZ | 5.29,2 | Annie van Kampen De Robben | 5.44,4 | Margot Marsman HVGB       | 5.49,4 |
| 100 m rugslag      | Greetje Galliard ADZ | 1.16,5 | Serien van Slochteren GDZ  | 1.20,4 | Dicky van Ekris De Robben | 1.20,5 |
| 200 m schoolslag   | Jannie de Groot ADZ  | 3.01,9 | Lotte Broekhoven Rotterdam | 3.03,2 | Willy Haverlag De Robben  | 3.04,1 |
| 4x100 m vrije slag | RDZ I                | 5.00,8 | ADZ                        | 5.09,7 | ODZ                       | 5.11,2 |

## Schoonspringen

### Mannen
| Onderdeel: | Goud:             | Score  | Zilver:                 | Score | Brons:            | Score |
| 3 m plank  | Hans Haasmann DJK | 127,92 | R. van Teeseling AZ '70 | 91,63 | G. Lautenbach ZCG | 90,85 |

### Vrouwen
| Onderdeel: | Goud:          | Score | Zilver:          | Score | Brons:                | Score |
| 3 m plank  | Coby Floor ADZ | 91,29 | Lenie Keller HDZ | 88,26 | Jopie van Engelen HDZ | 82,15 |

Langebaan (50 meter):

1920 ·
1921 ·
1922 ·
1923 ·
1924 ·
1925 ·
1926 ·
1927 ·
1928 ·
1929 ·
1930 ·
1931 ·
1932 ·
1933 ·
1934 ·
1935 ·
1936 ·
1937 ·
1938 ·
1939 ·
1940 ·
1941 ·
1942 ·
1943 ·
1944 ·
1945 ·
1946 ·
1947 ·
1948 ·
1949 ·
1950 ·
1951 ·
1952 ·
1953 ·
1954 ·
1955 ·
1956 ·
1957 ·
1958 ·
1959 ·
1960 ·
1961 ·
1962 ·
1963 ·
1964 ·
1965 ·
1966 ·
1967 ·
1968 ·
1969 ·
1970 ·
1971 ·
1972 ·
1973 ·
1974 ·
1975 ·
1976 ·
1977 ·
1978 ·
1979 ·
1980 ·
1981 ·
1982 ·
1983 ·
1984 ·
1985 ·
1986 ·
1987 ·
1988 ·
1989 ·
1990 ·
1991 ·
1992 ·
1993 ·
1994 ·
1995 ·
1996 ·
1997 ·
1998 ·
Amersfoort 1999 ·
Drachten 2000 ·
Eindhoven 2001 ·
Amersfoort 2002 ·
Amsterdam 2003 ·
Amsterdam 2004 ·
Amsterdam 2005 ·
Eindhoven 2006 ·
Amsterdam 2007 ·
Eindhoven 2008 ·
Eindhoven 2009 ·
Eindhoven 2010 ·
Eindhoven juni 2011 ·
Eindhoven december 2011 ·
Amsterdam 2012 ·
Eindhoven 2013 ·
Eindhoven 2014 ·
Eindhoven 2015 ·
Eindhoven 2016 ·
Eindhoven 2017 ·
Amersfoort 2018 ·
Amersfoort 2019 ·
2020 ·
2021 ·
Amersfoort 2022 ·
Amersfoort 2023 ·
Amersfoort 2024

Kortebaan (25 meter):

1980 ·
1981 ·
1982 ·
1983 ·
1984 ·
1985 ·
1986 ·
1987 ·
1988 ·
1989 ·
1990 ·
1991 ·
1992 ·
1993 ·
1994 ·
1995 ·
1996 ·
1997 ·
's-Hertogenbosch 1998 ·
Nieuwegein 1999 ·
Nieuwegein 2000 ·
Alphen aan den Rijn 2001 ·
Eindhoven 2002 ·
Drachten 2004 ·
Amsterdam 2005 ·
Drachten 2006 ·
Amsterdam 2007 ·
Amsterdam 2008 ·
Amsterdam 2009 ·
Amsterdam 2010 ·
Amsterdam 2012 ·
Dordrecht 2013 ·
Tilburg 2014 ·
Tilburg 2015 ·
Hoofddorp 2016 ·
Hoofddorp 2017 ·
Tilburg 2018 ·
Tilburg 2019 ·
2020 ·
Den Haag 2021 ·
Den Haag 2022 ·
Den Haag 2023